# Glomerospora
Las glomerosporas son las esporas de los hongos glomales, los cuales se caracterizan por ser autosporas (sin flagelos) asexuales de gran tamaño y multinucleadas. Se considera que esta condición multinuclear ha contribuido con la longevidad de estos hongos.